# Калб Лоза
Калб Лоза — друзская деревня на северо-западе Сирии, находится в провинции Идлиб, расположенная примерно в 35 километрах (22 милях) к западу от Алеппо. Расположена недалеко от границы с Турцией, в горах Харим и является частью района, известного как Мертвые города. По данным Центрального статистического бюро Сирии (CBS), по данным переписи 2004 года население Калб Лоза составляло 1290 человек. Его жители в основном друзы.
Деревня хорошо известна своей церковью 5-го века и другими руинами византийской эпохи. Большинство жителей работают в сельскохозяйственном секторе и в основном выращивают табак и оливки. Табак используется для местной сигаретной промышленности.

## География
Калб Лоза расположена на высоте 670 метров над уровнем моря в провинции Идлиб на горе А’ла (Джабал Суммак), отдаленном холмистом регионе западной центральной части северного сирийского известнякового массива, в нескольких километрах от турецкой границы. Место находится недалеко от Бариша, и до него можно добраться с главной дороги Алеппо-Антакья по вторичной дороге, которая идет на северо-восток. Близлежащие населенные пункты включают Куркину на юге, Кафр-Дриян на востоке и Кафр-Тахарим на западе.
Район экологически уязвим из-за опустынивания и большой высоты. Оливковые деревья растут в долине под деревней, выращиваются некоторые полевые культуры на засушливых землях, а также содержатся овцы.

## Демография
В середине 1960-х годов в Калб Лоза проживало около 150 человек. К 2004 году в деревне проживало 1290 человек по данным переписи, проведенной Центральным статистическим бюро Сирии (CBS). Его жители являются членами друзской общины, которые населяют 13 других деревень в окрестностях.